# Bzommar
Bzommar (arab.: بزمار) – miejscowość w Libanie, w dystrykcie Kasarwan, w pobliżu Dżuniji, siedziba patriarchy Kościoła katolickiego obrządku ormiańskiego. W sąsiedztwie znajduje się również sanktuarium Matki Bożej Pani Libanu w Harissie oraz siedziba maronickiego patriarchy Antiochii w Bkerke.